# أندري بني
أندري بني مصطفى (بالرومانية: Andrei Bani Mustafa) هو لاعب كرة قدم أردني وروماني في مركز الوسط، ولد في 22 أغسطس 2002 في بوخارست في رومانيا. شارك مع منتخب رومانيا تحت 17 سنة لكرة القدم. أما مع النوادي، فقد لعب مع دينامو بوخارست.

## وصلات خارجية
- أندري بني على موقع قاعدة بيانات كرة القدم.إي يو (الإنجليزية)
- أندري بني على موقع Soccerway.com (الإنجليزية)